# Mandewa
Mandewa ist ein Verwaltungsbezirk (englisch Ward) des Distrikts Singida (MC) in der tansanischen Region Singida.

## Geografie
Mandewa ist ein Bezirk im nördlichen Zentralteil von Tansania, er liegt im Nordwesten der Regionshauptstadt Singida in etwa 1000 Meter Seehöhe bei jährlichen Niederschlägen von durchschnittlich 650 Millimetern. Bei der Volkszählung 2022 lebten 41.507 Menschen in 10.191 Haushalten auf einer Fläche von 75 Quadratkilometern.
Der Bezirk grenzt an sieben Bezirke des Distrikts Singida (MC):
|          | Mtipa                                       | Mitunduruni |
| Uhamaka  | Kompassrose, die auf Nachbargemeinden zeigt | Mughanga    |
| Mwankoko | Unyianga                                    | Utemini     |

## Gliederung
Der Bezirk besteht aus vier Gemeinden (swahili Mtaa) mit sieben Orten (Kitongoji):
| Mandewa - Unyakumi - Unyinga - Magwe - Uwanja wa Ndege | Manguanjuki - Njuki - Mkaratusi - Nkuku | Mwaja | Unyankhae |

## Infrastruktur
- Bildung: Im Bezirk liegen drei weiterführende Schulen.[9] Die Mandewa Secondary School ist eine staatliche Tagesschule mit einer Ausbildung bis zur 4. Stufe.[10] Die Manguanjuki Secondary School ist eine Privatschule, die Tages- und Internatsschüler bis zur 6. Stufe ausbildet,[11] die Singida Secondary School ist ebenfalls eine Privatschule für Tages- und Internatsschüler, jedoch bildet sie nur bis zur 4. Stufe aus.[12]
- Gesundheit: In Mandewa gibt es ein staatliches Gesundheitszentrum[13] und eine private Poliklinik.[14]
- Flughafen: Im Bezirk liegt der kleine Flughafen von Singida mit dem ICAO-Code HTSD.[3][15]